# Ngalam Baru
Ngalam Baru is een bestuurslaag in het regentschap Lahat van de provincie Zuid-Sumatra, Indonesië. Ngalam Baru telt 517 inwoners (volkstelling 2010).